# Wythenshawe
Wythenshawe ist ein Stadtteil von Manchester. Er liegt ca. 13 km südlich des Stadtzentrums von Manchester mit 110.000 Einwohnern.

## Geschichte
Der Name stammt aus dem Altenglischen und bezieht sich auf Weiden. Bis 1931 wurde der Name nur im Zusammenhang mit einem im 16. Jahrhundert erbauten Fachwerkhaus verwendet. Seitdem sich 1931 drei Wohngebiete zusammenschlossen und nach Manchester eingemeindet wurden, ist Wythenshawe der Name des so entstandenen Stadtteils. Der Ort gehörte bis 1931 zu Cheshire und wurde dann nach Manchester eingemeindet.
Die Wohngebäude des Ortes stammen im Wesentlichen aus dem Sozialen Wohnungsbau. Viele davon wurden wegen Überbevölkerung in den 1920er Jahren gebaut. Nach dem Zweiten Weltkrieg wurden weitere Gebäude wie Geschäfte und Kirchen gebaut. Ältere Gebäude aus landwirtschaftlicher Nutzung erfuhren Vandalismus und wurden daher abgerissen.

## Politik
Die politische Führung liegt beim Manchester City Council.

## Wirtschaft und Infrastruktur
Unmittelbar südlich des Ortes ist der Manchester Airport. Zu den hiesigen Unternehmen gehört Renold.
2014 wurde eine Abzweigung der Manchester Metrolink eröffnet, die in Wythenshawe Haltepunkte hat.

## Kultur und Sehenswürdigkeiten

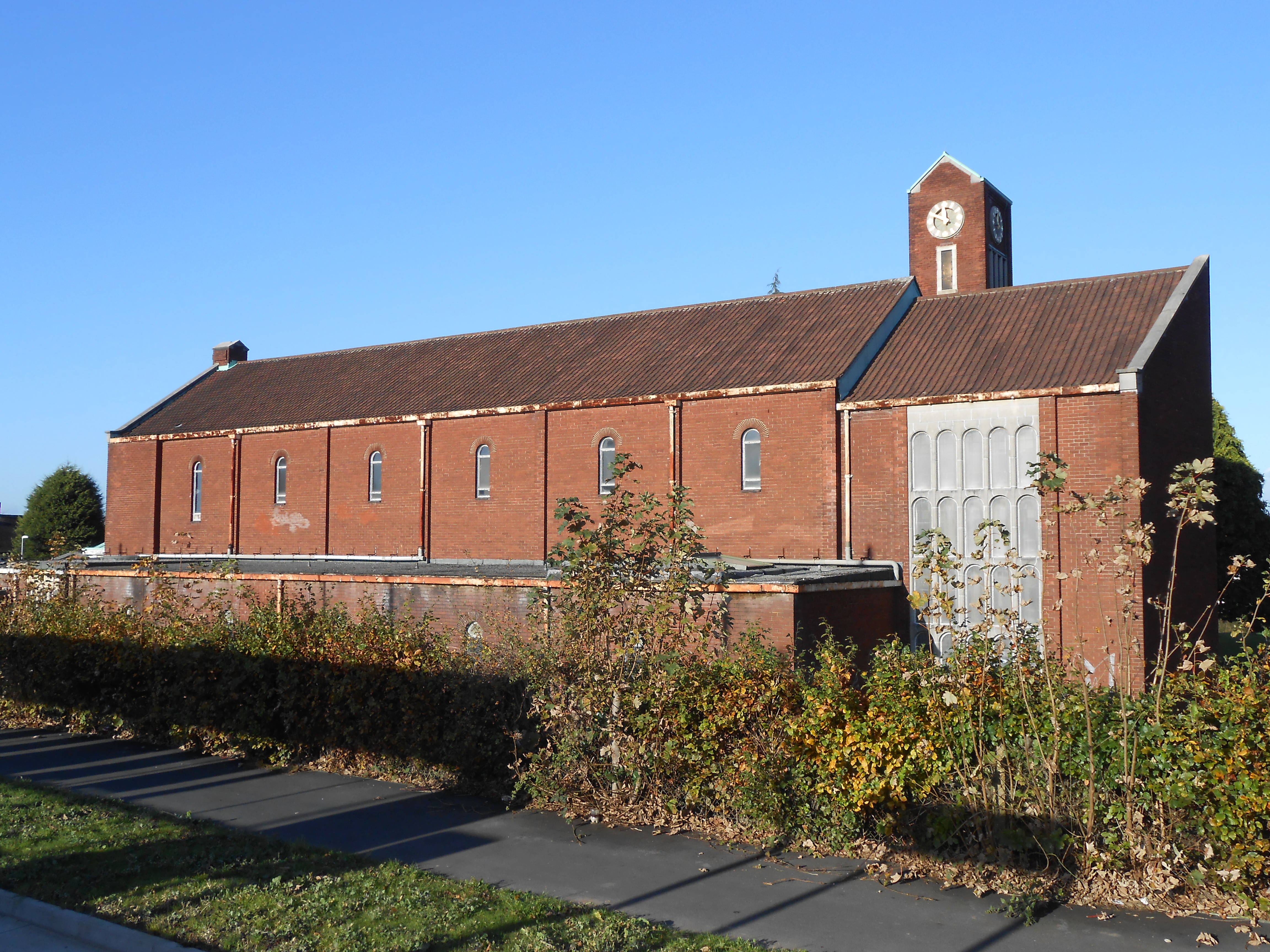
Kirche St. Martin

Es gibt mehrere Parks. Es gibt mehrere Kirchen, darunter die zur Church of England gehörende Kirche St. Martin, die erste im Ort 1963/64 vom Architekturbüro Fairhurst gestaltete und konsekrierte Kirche. Bekannt ist auch das Wythenshawe Bus Depot.

## Persönlichkeiten
- Dave Connor (* 1945), Fußballspieler
- Rob Gretton (1953–1999), Musikpromoter und Labelbetreiber
- Jamie Draven (* 1979), Schauspieler
- Emily Beecham (* 1984), Schauspielerin
- John Bradley-West (* 1988), Schauspieler
- Marcus Rashford (* 1997), Fußballspieler
- Tyson Fury (* 1988), Boxer
- Roisin Nuala Brehony (* 1990), Schauspielerin und Musikerin
- Cole Palmer (* 2002), Fußballspieler
- Doreen Massey (1944-2016), Geographin